# Filipine la Jocurile Olimpice de iarnă din 2014
Filipine a participat la Jocurile Olimpice de iarnă din 2014 din Soci, Rusia în perioada 7 - 23 februarie 2014. Echipa a constat dintr-un singur sportiv care participă în probele de patinaj artistic. Filipine a participat pentru prima dată în 22 de ani la JO de iarnă și pentru a patra oară în total.

## Patinaj artistic
Filipine a calificat un singur sportiv la această competiție. Martinez a fost primul sportiv din Asia de Sud-Est care s-a calificat la proba de patinaj artistic. Acesta s-a clasat pe locul 19, din 30 de sportivi.
| Sportiv                    | Probă               | PS     | PS   | PL     | PL  | Total  | Total |
| Sportiv                    | Probă               | Puncte | Loc  | Puncte | Loc | Puncte | Loc   |
| -------------------------- | ------------------- | ------ | ---- | ------ | --- | ------ | ----- |
| Michael Christian Martinez | Individual masculin | 64.81  | 19 C | 119.44 | 20  | 184.25 | 19    |